# Cugnaux
Cugnaux (okcitansko Cunhaus) je jugozahodno predmestje Toulousa in občina v francoskem departmaju Haute-Garonne regije Jug-Pireneji. Leta 2008 je naselje imelo 15.922 prebivalcev.

## Geografija
Kraj leži v pokrajini Languedoc ob vodnem kanalu Saint-Martory, 13 km jugozahodno od središča Toulousa.

## Uprava
Občina Cugnaux skupaj z občinama Tournefeuille in Villeneuve-Tolosane sestavlja kanton Tournefeuille, sestavni del okrožja Toulouse.

## Zanimivosti
- cerkev sv. Lovrenca,
- cerkev sv. Jožefa,
- dvorec château de la Cassagnère iz 18. stoletja,
- paviljon Ludvika XVI., s parkom.